# Aleksandra Rostkowska
Aleksandra Rostkowska z d. Trzeciak primo voto Uszyńska (ur. 21 listopada 1879, zm. 12 marca 1954 w Warszawie) – polska aktorka teatralna i filmowa.

## Życiorys
Ukończyła Klasę Dramatyczną przy Warszawskim Towarzystwie Muzycznym. W 1906 roku została zaangażowana do Warszawskich Teatrów Rządowych, gdzie występowała pod nazwiskiem Uszyńska do 1919 roku. Następnie - już jako Aleksandra Rostkowska - była członkinią zespołów: Teatru Reduta (1919-1924) oraz Teatru im. Wojciecha Bogusławskiego (1924-1925). W kolejnych latach występowała sporadycznie, biorąc udział m.in. w spektaklach objazdowych Reduty oraz prawdopodobnie przedstawieniach Teatrze Narodowym (1933, 1936).
W 1913 roku stworzyła swoją jedyną kreację filmową - rolę Zofii, córka Stolnika w  filmie Halka.
Została pochowana na Cmentarzu Powązkowskim w Warszawie (kwatera 219-2-17/18/19).

### Rodzina
Była córką Józefa Trzeciaka - sekretarza WTR. Dwukrotnie wychodziła za mąż: za Michała Uszyńskiego oraz przed 1918 rokiem za Bronisława Rostkowskiego - dyrektora teatrów. Z drugim z mężów miała córkę Alinę Rostkowską (1914-1993) - również aktorkę.